# Santa Maria Teodote

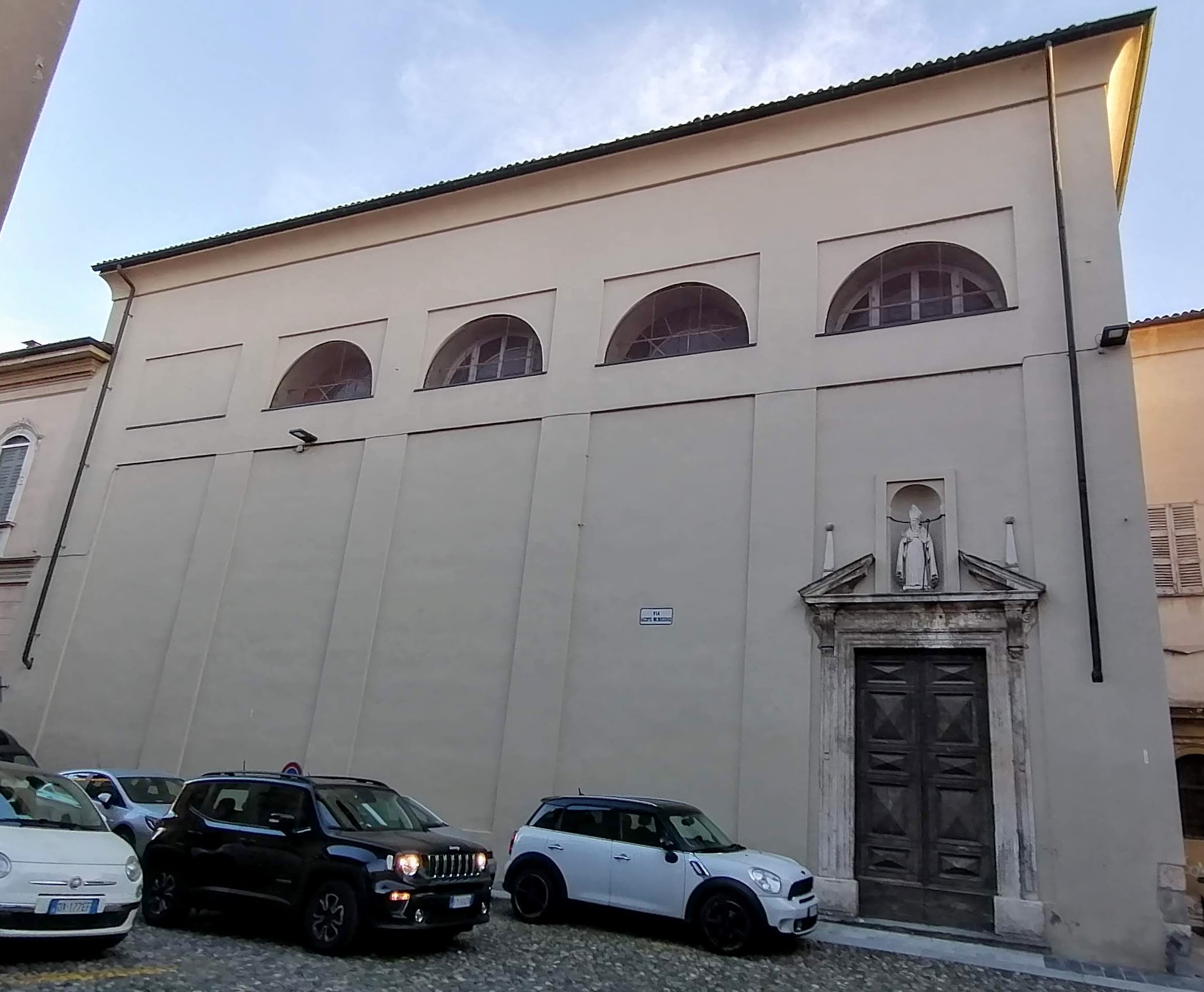
Die Seite der Kirche.

Das Kloster Santa Maria Teodote, auch bekannt als Santa Maria della Pusterla, war eines der ältesten und bedeutendsten Frauenklöster in Pavia. Das Benediktinerinnenkloster wurde im 7. Jahrhundert gegründet, befand sich an der Stelle, an der heute das Diözesanseminar steht, und wurde im 18. Jahrhundert aufgehoben.

## Geschichte
Es wurde im 7. Jahrhundert während der Herrschaft des Langobardenkönigs Cunincpert zwischen 679 und 700 von dem Adligen Gregorius gegründet und beherbergte eine Kapelle, die dem Patronat des Heiligen Erzengels Michael anvertraut war. Das Kloster wurde „della Pusterla“ genannt, weil es sich in der Nähe eines kleinen Stadttors befand, oder „di Teodote“, da es mit der Geschichte von Teodote, der Geliebten König Cunincperts, verbunden war, die im Kloster aufgenommen wurde. Es wurde jedoch auch vermutet, dass der König das Kloster vielleicht gerade zu dem Zweck gegründet hatte, die junge Frau dort einzuschließen.
Das Kloster erhielt zahlreiche kaiserliche Schenkungen und Bestätigungsurkunden für seinen Besitz von den Kaisern Lothar I. (833, 834, 839, 841), Ludwig der Deutsche (871), Karlmann (876), Karl III. (880), Arnolf von Kärnten (895), Wido von Spoleto, Ludwig der Blinde (901), Berengar I., Hugo I., Otto I., Otto III., Heinrich II. und Friedrich I.
In der kaiserlichen Urkunde Ottos III. vom 1. August 996 wird erwähnt, dass das Kloster Land in der Lomellina sowie Fischereirechte am Po besaß. Im 12. und 13. Jahrhundert konzentrierten sich die wichtigsten Besitztümer des Klosters in Fidenza (etwa 550 Hektar), in der Umgebung von Voghera (etwa 150 Hektar) und in Zenevredo. In Zenevredo besaß das Kloster zudem eine Burg und feudale Rechte.
Im Jahr 1473 wurde das Kloster in die Cassinensische Kongregation eingegliedert. Im Jahr 1778 lebten dort 43 Nonnen, doch 1799 wurde es – wie die anderen großen Klöster der Stadt – von der Cisalpinische Republik aufgelöst, und sein Besitz wurde an Privatpersonen verkauft. Das Archiv der Institution wurde im Staatsarchiv von Mailand hinterlegt.
Im Gegensatz zu den anderen Klöstern kehrte es jedoch bald wieder zu einer religiösen Nutzung zurück, da 1867 das bischöfliche Seminar darin untergebracht wurde, das sich noch heute an diesem Standort befindet.

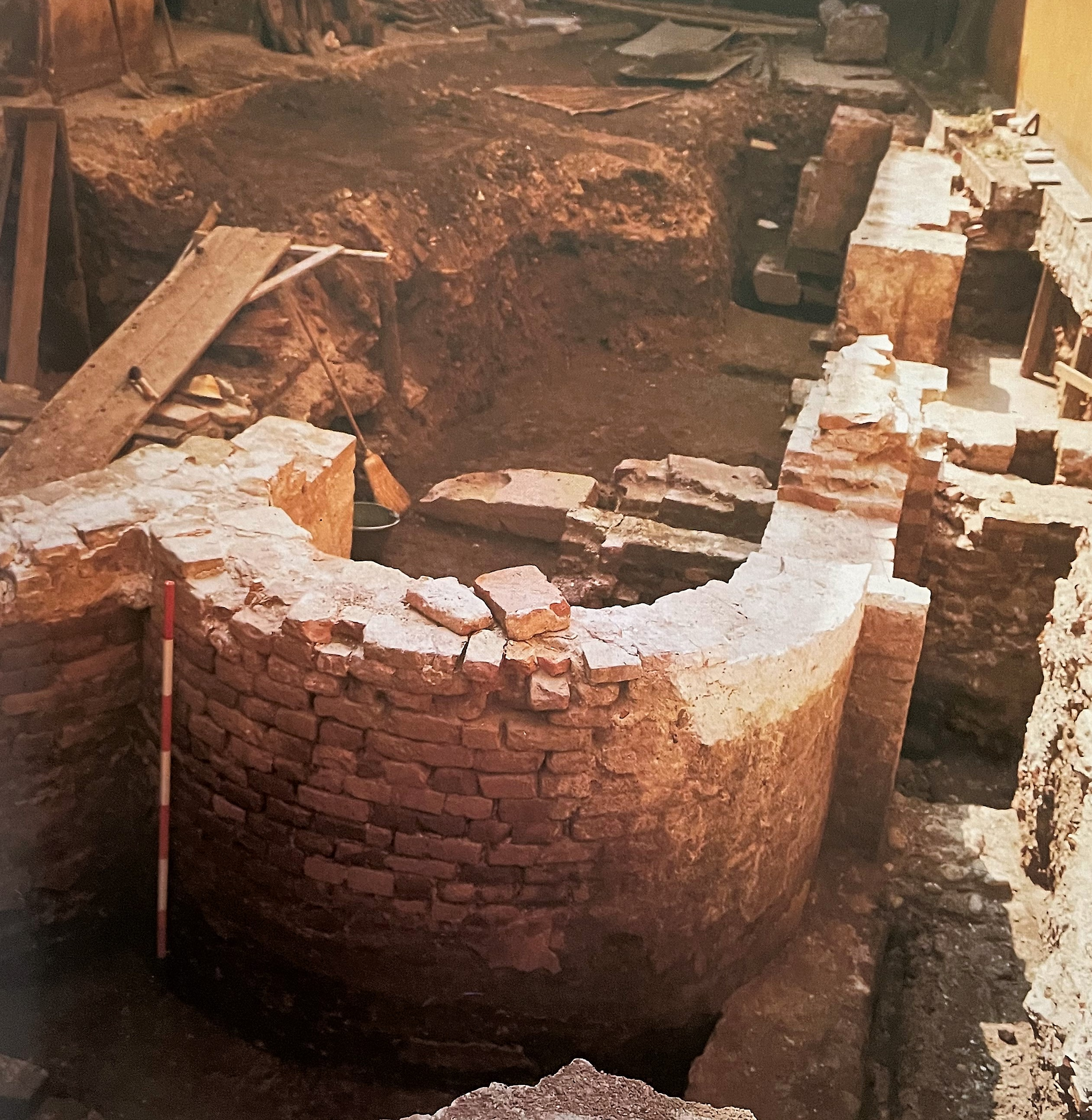
Die Überreste der Kirche aus dem 8. Jahrhundert, die während der Ausgrabungen von 1969–1970 entdeckt wurden.
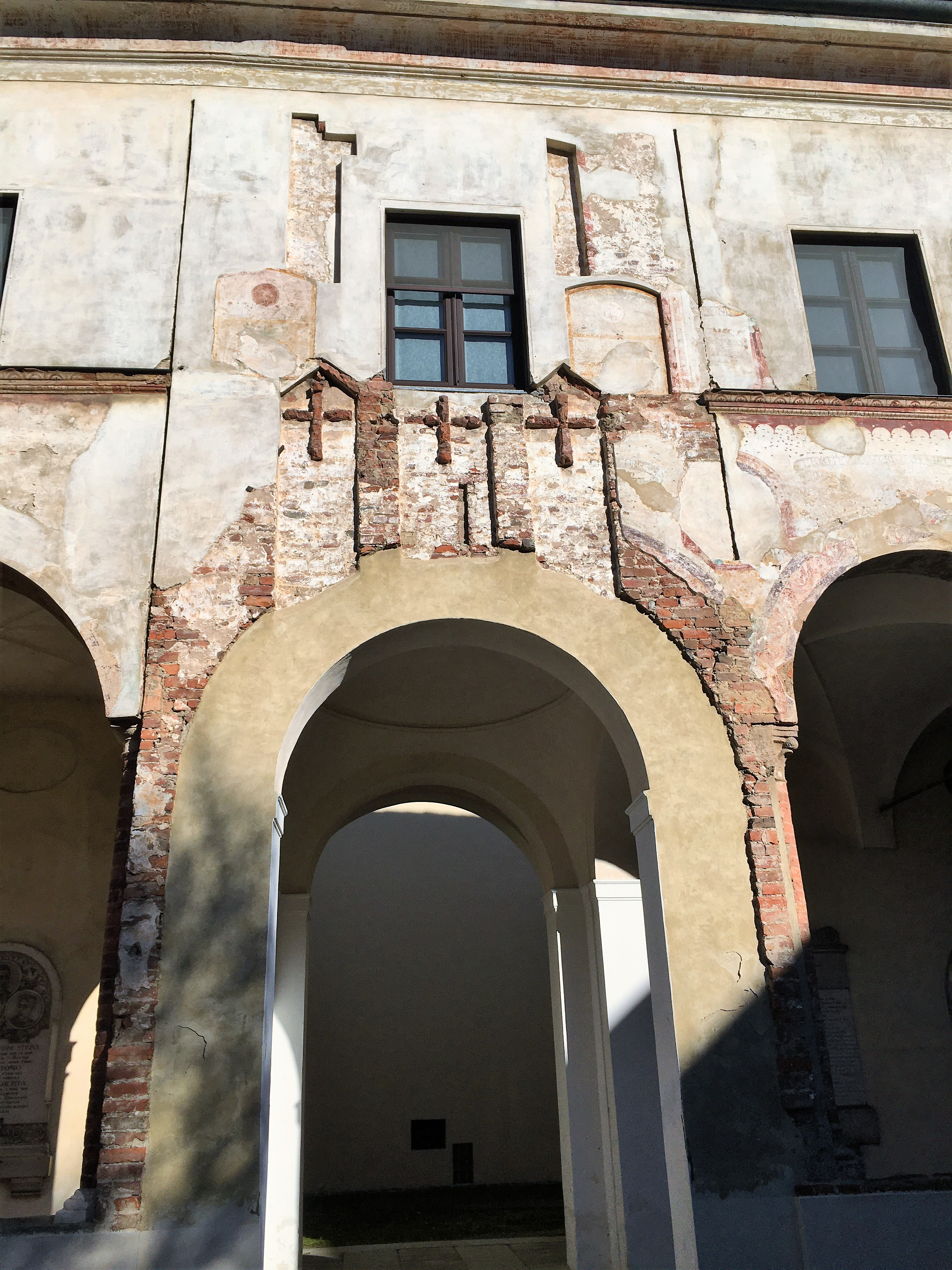
Der Turm aus dem 8.–9. Jahrhundert, eingebaut in den Kreuzgang des 15. Jahrhunderts.
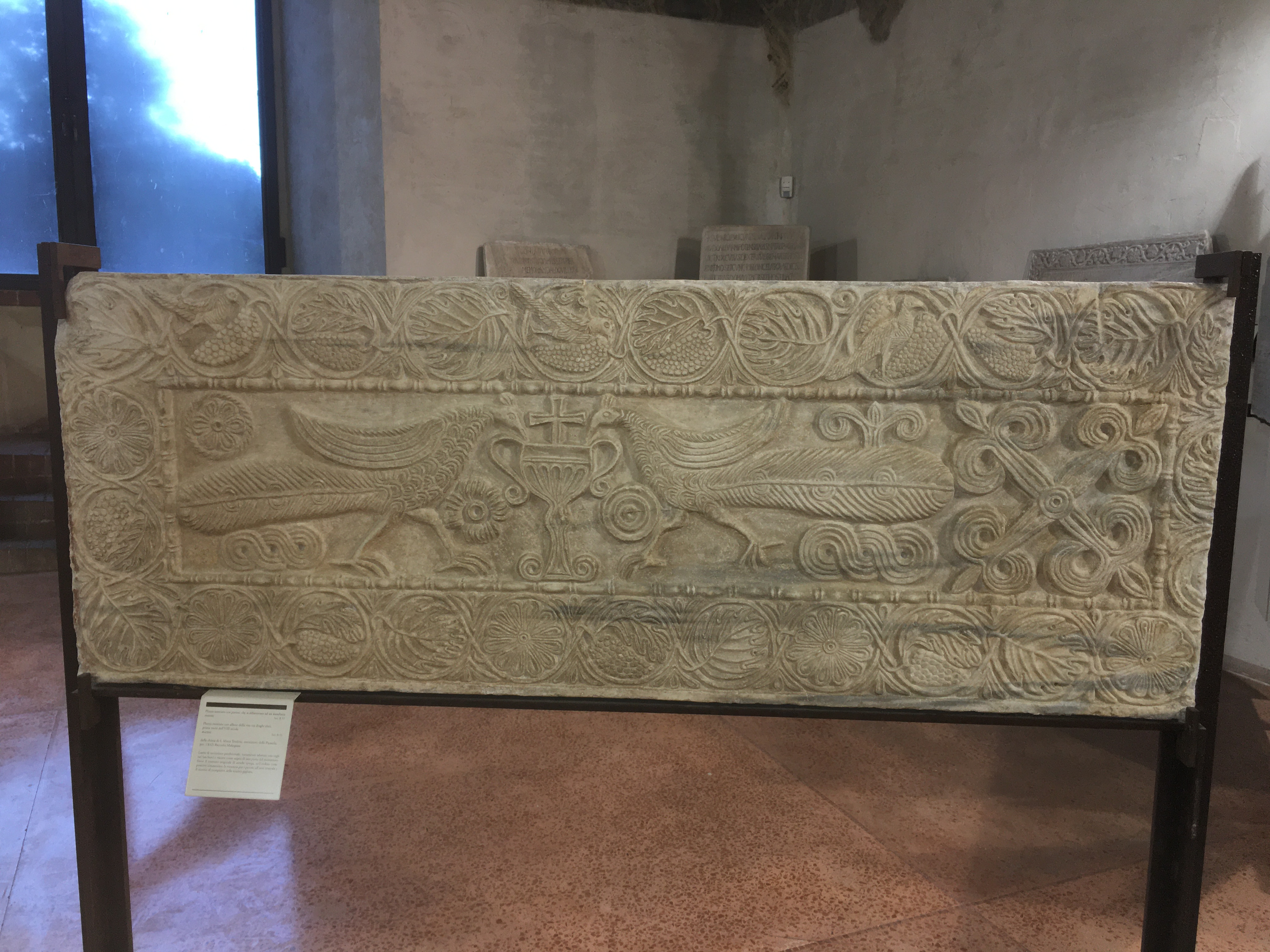
Eines der beiden Flachreliefs aus der Kirche des Klosters aus dem 8. Jahrhundert, jetzt im Musei civici di Pavia.

## Bauwerk
Das Frauenkloster Santa Maria Teodote befand sich unmittelbar neben dem westlichen Abschnitt der römischen Stadtmauer, die im frühen Mittelalter noch in Funktion war, in der Nähe der Porta Marenga. Durch dieses Stadttor verlief die Straße, die in Richtung Piemont und zu den westlichen Alpenpässen führte. Archäologische Ausgrabungen, die zwischen 1969 und 1970 durchgeführt wurden, haben eine einschiffige Kirche mit einer dreilappigen Apsis (Dreiapsidensaalkirche) zutage gefördert. Diese war geostet und lag unmittelbar südlich eines der Decumanus der römischen Stadt, dessen Verlauf in der heutigen Straßenführung weitgehend erhalten geblieben ist.
Die Kirche, die auf die erste Hälfte des 8. Jahrhunderts datiert wird, war im Süden von einem massiven Turm flankiert (dessen Überreste im Renaissance-Kreuzgang sichtbar sind), dessen Funktion und Datierung (8. oder 10. Jahrhundert) diskutiert werden. Aus der langobardischen Kirche stammen die Plutei der Teodote, zwei Marmorreliefs mit Darstellungen von Pfauen und Drachen, die zu den herausragenden Beispielen der langobardischen Skulptur des 8. Jahrhunderts zählen und die in den Musei civici di Pavia aufbewahrt werden.
Auch das große Silberkruzifix stammt aus dem Kloster. Es wurde zwischen 963 und 965 von der Äbtissin Raingarda in Auftrag gegeben und wird seit 1799 in der Basilika San Michele Maggiore aufbewahrt.
Intern bewahrt das Kloster einen großen Kreuzgang aus dem 15. Jahrhundert im Renaissance-Stil mit eleganten Bögen, die von Marmorsäulen getragen werden. Der südliche Teil des Kreuzgangs besitzt noch seine ursprünglichen Terrakottadekorationen mit Putten und Pflanzenmotiven, die zwischen den Bögen von Medaillons mit Terrakottabüsten von Mönchen unterbrochen werden. Allerdings wurden die Terrakotten, die die anderen Seiten des Kreuzgangs schmückten, in den ersten Jahren des 19. Jahrhunderts nach der Auflösung des Klosters entfernt und verkauft.
An der Westseite des Kreuzgangs befindet sich ein gotisches Backsteinportal mit reich verzierten Friesen, die Putten und Weintrauben in einem floralen Motiv darstellen. Unter der Arkade der Südseite befindet sich ein Fresko von Bernardino de' Rossi, das signiert und auf das Jahr 1491 datiert ist. Die Ostfassade birgt weitere Fresken aus dem 15. Jahrhundert. Im oberen Stockwerk der Südseite befindet sich eine kleine Loggia. An den anderen Seiten sind Spuren von Fresken aus dem 15. und 16. Jahrhundert aufgetaucht, die auch Bögen und Unterbögen bedecken.
Im nördlichen Teil des Kreuzgangs sind in die Mauerreste einer Turmstruktur eingelassen, die aus der langobardischen Zeit stammt. Der erhaltene Teil des Turms ist durch Dekorationen mit erhabenen Ziegelkreuzen gekennzeichnet.
Das Refektorium, das sich an der Südseite des Kreuzgangs öffnet, ist mit Kreuzgewölben überdeckt, die auf hängenden Kapitellen ruhen, die identisch mit denen des Kreuzgangs von San Lanfranco sind. Die Form dieser Terrakotten wurde offenbar für einige Zeit aufbewahrt und mehrfach verwendet, denn auch die Kapitelle des Refektoriums tragen die Jahreszahl 1467 und den Namen des Abtes von San Lanfranco, Luca Zanacchi.
Die Ostseite des Kreuzgangs führt zur kleinen Kirche San Salvatore. Der Erbauer der kleinen Kirche ist unbekannt, doch muss es sich um einen Baumeister gehandelt haben, der von den stilistischen Neuerungen beeinflusst war, die Donato Bramante nach 1480 in der Lombardei einführte. Dies zeigt sich im zentralen Grundriss des Gebäudes.
Die Kapelle, die mit fünf Kuppeln ausgestattet ist – ein typisches byzantinisches Merkmal –, ist um vier Säulen herum angeordnet. Darunter befindet sich eine Krypta, die denselben Grundriss nachbildet.
Die Kapelle ist fast vollständig mit Fresken geschmückt, die zwischen 1506 und 1507 von Bernardino Lanzani und seinen Schülern geschaffen wurden.
Im Inneren des ehemaligen Klosters befindet sich auch die Kirche Sant’Andrea, die 1604 im Barockstil errichtet wurde.
Im Inneren stammen die Gemälde, die die Kreuzigung sowie Theodote darstellen, wie sie das Modell der Kirche dem heiligen Benedikt überreicht, von Giovanni Battista della Rovere. Sie wurden zwischen 1623 und 1628 geschaffen. Die Fresken des Gewölbes hingegen sind das Werk eines unbekannten Malers aus Cremona, der ein Schüler Giovanni Battista Trottis war.

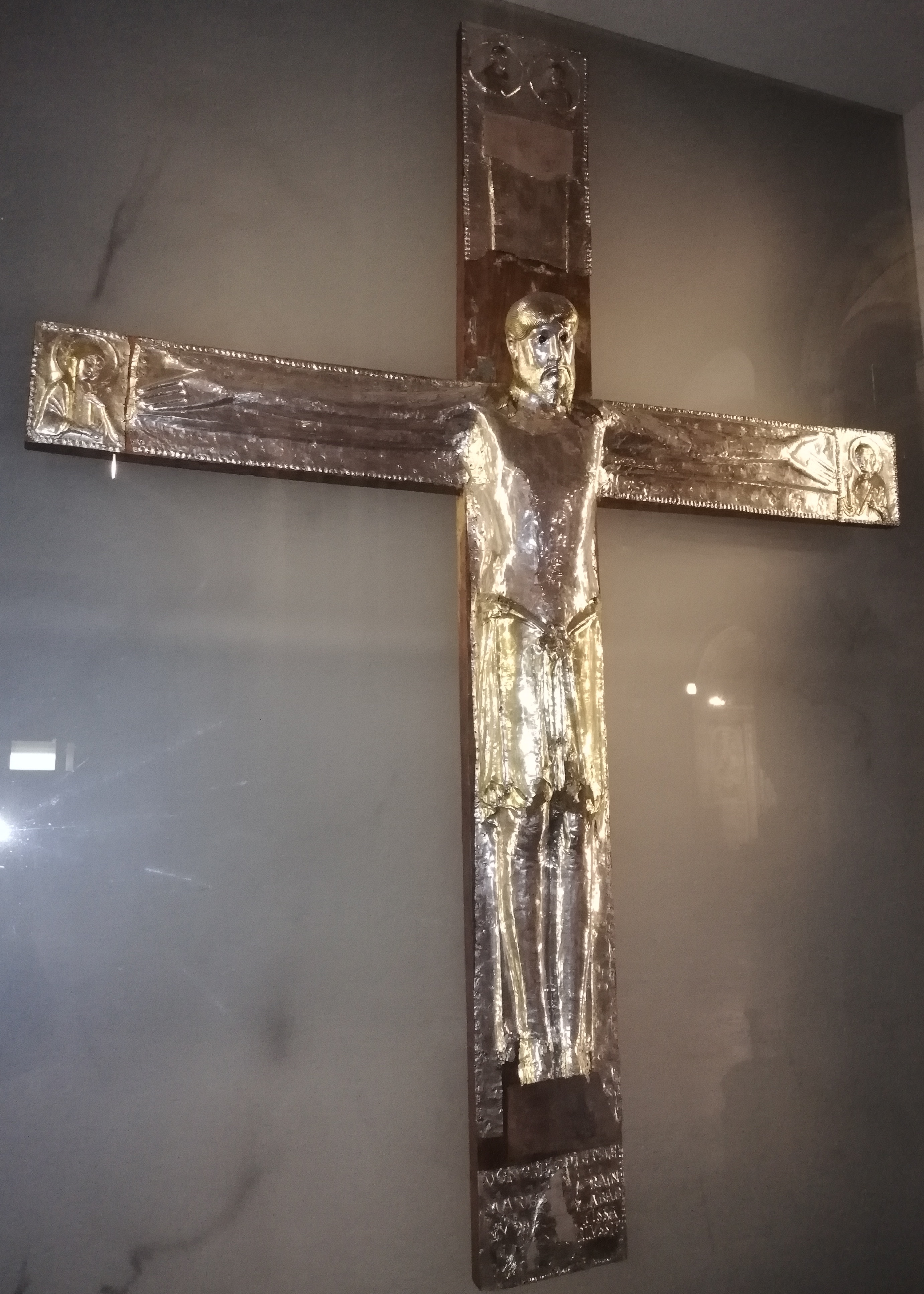
Das Kreuz der Äbtissin Raingarda, 963–965, jetzt in der Basilika San Michele Maggiore.
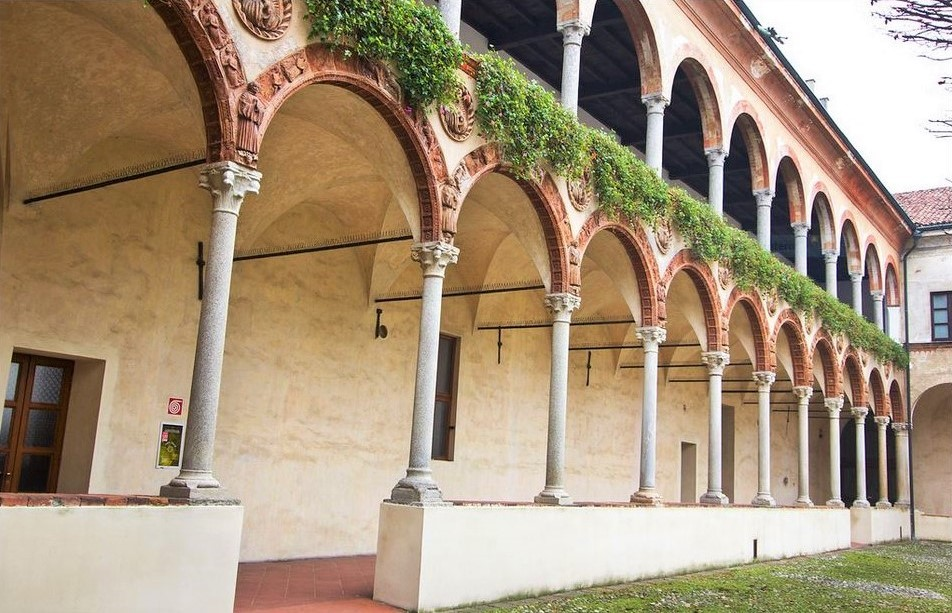
Der Kreuzgang, zweite Hälfte des 15. Jahrhunderts.
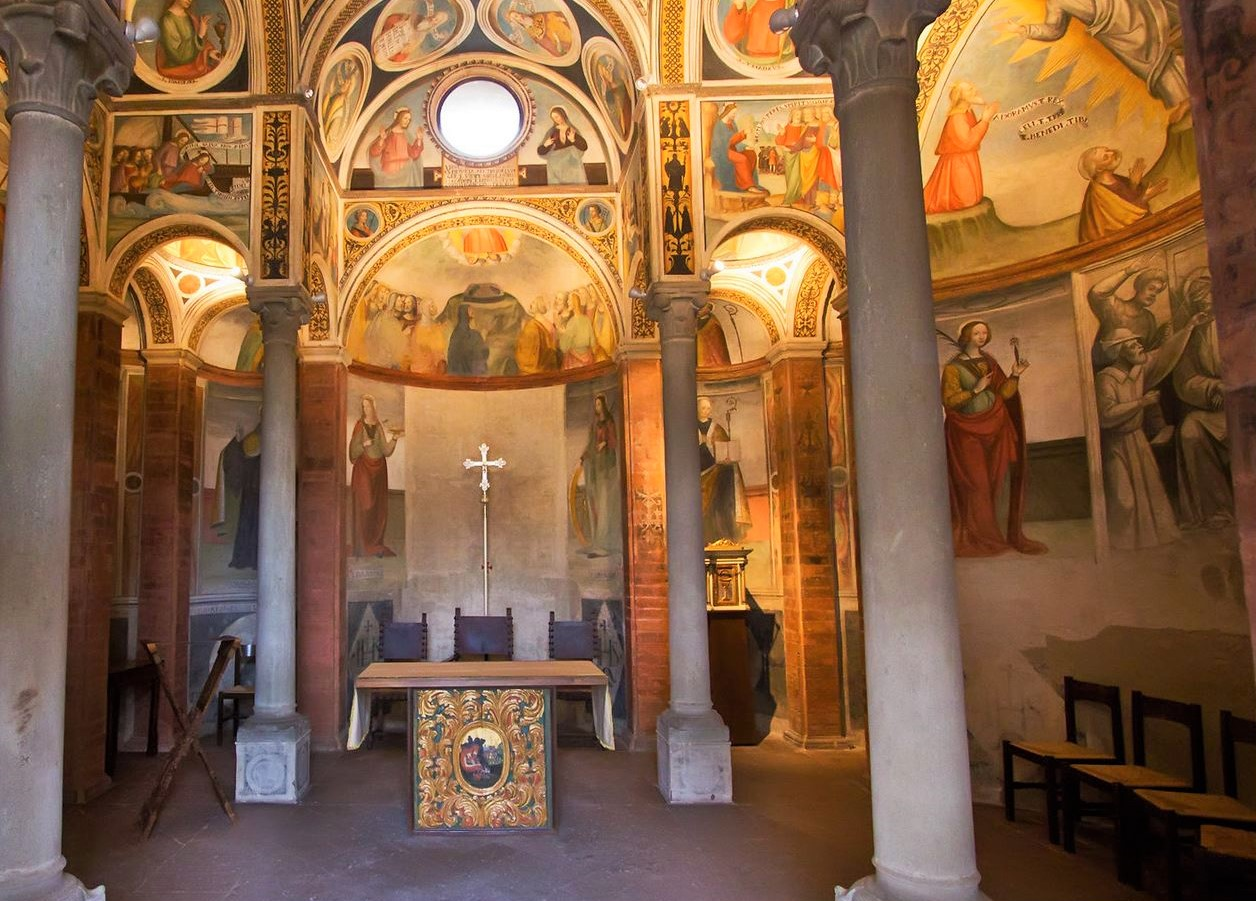
Die Kirche San Salvatore.
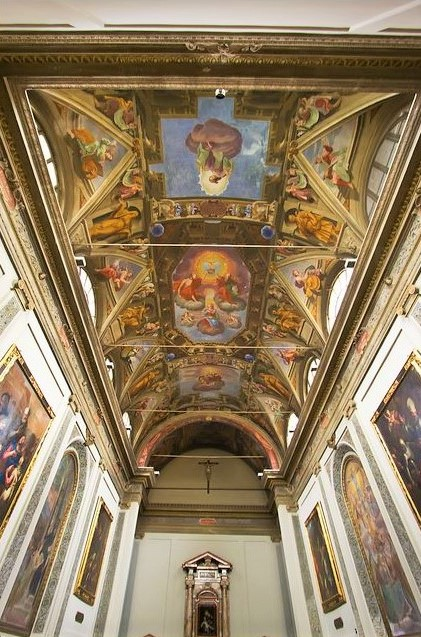
Die Kirche Sant’Andrea (1604).